# Lijst van afleveringen van The Unit
Dit is een lijst met afleveringen van de Amerikaanse televisieserie The Unit. De serie telt tot nu toe 4 seizoenen. Een overzicht van alle afleveringen tot nu toe is hieronder te vinden.

## Seizoen 1
| #  | Titel aflevering               | Uitzenddatum VS | Uitzenddatum Nederland |
| -- | ------------------------------ | --------------- | ---------------------- |
| 1  | First Responders               | 7 maart 2006    | 25 januari 2007        |
| 2  | Stress                         | 14 maart 2006   | 1 februari 2007        |
| 3  | 200th Hour                     | 21 maart 2006   | 8 februari 2007        |
| 4  | True Believers                 | 28 maart 2006   | 15 februari 2007       |
| 5  | Non-Permissive Environment     | 4 april 2006    | 22 februari 2007       |
| 6  | Security                       | 11 april 2006   | 1 maart 2007           |
| 7  | Dedication                     | 18 april 2006   | 8 maart 2007           |
| 8  | SERE                           | 25 april 2006   | 15 maart 2007          |
| 9  | Eating the Young               | 2 mei 2006      | 22 maart 2007          |
| 10 | Unannounced                    | 9 mei 2006      | 29 maart 2007          |
| 11 | Exposure                       | 9 mei 2006      | 5 april 2007           |
| 12 | Morale, Welfare and Recreation | 16 mei 2006     | 12 april 2007          |
| 13 | The Wall                       | 16 mei 2006     | 19 april 2007          |

## Seizoen 2
| #  | Titel aflevering    | Uitzenddatum VS   | Uitzenddatum Nederland |
| -- | ------------------- | ----------------- | ---------------------- |
| 1  | Change of Station   | 19 september 2006 | 26 mei 2007            |
| 2  | Extreme Rendition   | 26 september 2006 | 2 juni 2007            |
| 3  | The Kill Zone       | 3 oktober 2006    | 9 juni 2007            |
| 4  | Manhunt             | 10 oktober 2006   | 16 juni 2007           |
| 5  | Force Majeure       | 17 oktober 2006   | 23 juni 2007           |
| 6  | Old Home Week       | 31 oktober 2006   | 30 juni 2007           |
| 7  | Off the Meter       | 7 november 2006   | 7 juli 2007            |
| 8  | Natural Selection   | 14 november 2006  | 14 juli 2007           |
| 9  | Report by Exception | 21 november 2006  | 21 juli 2007           |
| 10 | Bait                | 28 november 2006  | 28 juli 2007           |
| 11 | Silver Star         | 12 december 2006  | 4 augustus 2007        |
| 12 | The Broom Cupboard  | 16 januari 2007   | 11 augustus 2007       |
| 13 | Sub Conscious       | 6 februari 2007   | 13 februari 2009       |
| 14 | Johnny B. Good      | 6 februari 2007   | 20 februari 2009       |
| 15 | The Water is Wide   | 13 februari 2007  | 3 april 2009           |
| 16 | Games of Chance     | 20 februari 2007  | 17 april 2009          |
| 17 | Dark of the Moon    | 27 februari 2007  | onbekend               |
| 18 | Two Coins           | 20 maart 2007     | onbekend               |
| 19 | The Outsiders       | 3 april 2007      | 1 mei 2009             |
| 20 | In Loco Parentis    | 10 april 2007     | onbekend               |
| 21 | Bedfellows          | 24 april 2007     | onbekend               |
| 22 | Freefall            | 1 mei 2007        | 27 december 2009       |
| 23 | Paradise Lost       | 8 mei 2007        | 27 december 2009       |

## Seizoen 3
| #  | Titel aflevering         | Uitzenddatum VS   | Uitzenddatum Nederland |
| -- | ------------------------ | ----------------- | ---------------------- |
| 1  | Pandemonium deel 1       | 25 september 2007 |                        |
| 2  | Pandemonium deel 2       | 2 oktober 2007    |                        |
| 3  | Always kiss them goodbye | 9 oktober 2007    |                        |
| 4  | Every step you take      | 16 oktober 2007   |                        |
| 5  | Inside Out               | 23 oktober 2007   |                        |
| 6  | M.Ps                     | 30 oktober 2007   |                        |
| 7  | Five Brothers            | 6 november 2007   |                        |
| 8  | Play 16                  | 13 november 2007  |                        |
| 9  | Binary Explosion         | 20 november 2007  |                        |
| 10 | Gone Missing             | 27 november 2007  |                        |
| 11 | Side Angle Side          | 18 december 2007  |                        |

## Seizoen 4
| #  | Titel aflevering     | Uitzenddatum VS   | Uitzenddatum Nederland |
| -- | -------------------- | ----------------- | ---------------------- |
| 1  | Sacrifice            | 28 september 2008 | 26 februari 2012       |
| 2  | Sudden Flight        | 5 oktober 2008    | 4 maart 2012           |
| 3  | Sex Trade            | 12 oktober 2008   | 25 maart 2012          |
| 4  | The Conduit          | 19 oktober 2008   | 15 april 2012          |
| 5  | Dancing Lessons      | 26 oktober 2008   | 22 april 2012          |
| 6  | Inquisition          | 2 november 2008   |                        |
| 7  | Into Hell, Part 1    | 9 november 2008   |                        |
| 8  | Into Hell, Part 2    | 16 november 2008  |                        |
| 9  | Shadow Riders        | 23 november 2008  |                        |
| 10 | Mislead & Misguided  | 30 november 2008  |                        |
| 11 | Switchblade          | 21 december 2008  |                        |
| 12 | Bad Beat             | 4 januari 2009    |                        |
| 13 | The Spear Of Destiny | 11 januari 2009   |                        |
| 14 | The Last Nazi        | 15 februari 2009  | 1 juli 2012            |
| 15 | Hero                 | 8 maart 2009      |                        |
| 16 | Hill 60              | 15 maart 2009     |                        |
| 17 | Flesh & Blood        | 22 maart 2009     |                        |
| 18 | Best Laid Plans      | 29 maart 2009     |                        |
| 19 | Whiplash             | 12 april 2009     |                        |
| 20 | Chaos Theory         | 26 april 2009     |                        |
| 21 | Endgame              | 3 mei 2009        |                        |
| 22 | Unknown Soldier      | 10 mei 2009       |                        |